# 1658 Innes
1658 Innes (1953 NA) là một tiểu hành tinh vành đai chính được phát hiện vào ngày 13 tháng 07 năm 1953 tại Johannesburg bởi J. A. Bruwer (UO) và được đặt tên để tưởng nhớ đến nhà thiên văn học người Scốt len-Nam Phi, Robert T. A. Innes.